# Джовани Чеирано
Вижте пояснителната страница за други личности с името Джовани.
Джовани Батиста Чеирано е италиански преводач и автомобилен пионер.

## Биография
Джовани Чеирано е роден на 1 октомври 1860 в Кунео, Италия. Братята Чеирано, Джовани, Довани Батиста, Ернесто и Матео имат влияние в създаването на италианската автомобилна индустрия, като са отговорни за създаването на автомобилната компания Чеирано, Итала и други. През 1888 г., след осем години стаж в бизнеса на баща си, Джовани Батиста започва да строи велосипеди „Welleyes“, така наречени, защото английските имена са имали повече продажби.